# Amaea gratissima
Amaea gratissima (Synoniem: Eccliseogyra gratissima) is een slakkensoort uit de familie van de Epitoniidae. De wetenschappelijke naam van de soort is, als Scala gratissima, voor het eerst geldig gepubliceerd in 1925 door Thiele.